# Corridos de muerte
Corridos de Muerte es el primer álbum de la banda mexicana de grindcore Asesino. La edición original fue lanzada en noviembre de 2002 a través de Kool Arrow Records, mientras que en 2005 , aparece una reedición con portada ligeramente cambiada y DVD incluido, en este caso a través de Hawino Records. También hubo una edición en vinilo, disponible únicamente en España.

## Lista de canciones
| N.º | Título                                       | Duración |  |
| 1.  | «Asesino de policías»                        | 2:22     |  |
| 2.  | «Rey de la Selva»                            | 2:40     |  |
| 3.  | «Despedazando por los Muertos»               | 2:47     |  |
| 4.  | «Sequestro Nuestro nosotros mismos»          | 3:15     |  |
| 5.  | «Amor Marrano»                               | 2:46     |  |
| 6.  | «Luchador Violador de escuelas»              | 1:53     |  |
| 7.  | «El Patrón Mandó único»                      | 2:04     |  |
| 8.  | «Cyko Maton de zetas»                        | 2:28     |  |
| 9.  | «Carnicero de»                               | 2:41     |  |
| 10. | «Chota Sucia»                                | 2:42     |  |
| 11. | «Donde esta mi Corte pregunta un comandante» | 2:19     |  |
| 12. | «La Ejecución»                               | 4:43     |  |
| 13. | «Corrido del Asesino»                        | 4:13     |  |
| 14. | «Bonus Track»                                | 1:43     |  |

## Créditos
Asesino
- Asesino (Dino Cazares) - Guitarras
- Maldito X (Tony Campos) - Voz y Bajo
- Greñudo (Raymond Herrera) - Batería